# Бојлинг Спрингс Лејкс (Северна Каролина)
Бојлинг Спрингс Лејкс (енгл. Boiling Spring Lakes) град је у америчкој савезној држави Северна Каролина.

## Демографија
По попису из 2010. године број становника је 5.372, што је 2.4 (80,8%) становника више него 2000. године.
| Група             | 2000.         | 2010.         |
| Белци             | 2.797 (94,1%) | 4.847 (90,2%) |
| Афроамериканци    | 97 (3,3%)     | 228 (4,2%)    |
| Азијати           | 10 (0,3%)     | 28 (0,5%)     |
| Хиспаноамериканци | 18 (0,6%)     | 144 (2,7%)    |
| Укупно            | 2.972         | 5.372         |